# Bak Trieng
Bak Trieng is een bestuurslaag in het regentschap Aceh Besar van de provincie Atjeh, Indonesië. Bak Trieng telt 1620 inwoners (volkstelling 2010).